# Фельген, Камилло
Ками́лло Фе́льген (люкс. Camillo Felgen, полное имя — Камилло Жан Николя́ Фельген (люкс. Camillo Jean Nicolas Felgen); 17 ноября 1920, Тетанж, Люксембург — 16 июля 2005, Эш-сюр-Альзетт, Люксембург) — люксембургский певец и автор песен. Дважды представлял Люксембург на «Евровидении» в 1960 и 1962 годах.

## Карьера
Фельген начал свою карьеру в качестве учителя. Во время Второй мировой войны работал переводчиком немецких оккупантов, а затем репортёром французской газеты. Камилло изучал театр и оперу в городах Бельгии — Брюссель и Льеж. В 1946 году Фельген присоединился к радиостанции Radio Luxembourg в качестве певца и репортёра на французском языке. В 1949 году Камилло, овладев баритоном, завершил театральные и оперные исследования. В 1951 году Фельген выпустил свой первый международный хит «Bonjour les amies» («Привет, друзья»). Песня стала основной темой для его национального вещателя. В 1953 году он записал свою первую немецкоязычную пластинку «Onkel Toms altes Boot» («Старая лодка дяди Тома») в Берлине. В 1960 году он представлял Люксембург на Евровидении-1960 с песней «So laang we’s du do bast» («Пока ты там»), заняв последнее место с 1 баллом от Италии. При этом, он стал первым люксембуржцем и первым мужчиной, представлявший Люксембург, а также первым исполнителем, выступавшим на люксембургском языке. В 1962 году снова представлял Люксембург на Евровидении, только пел уже на французском языке. На этот раз, его песня «Petit bonhomme» («Маленький парень») заняла 3 место, получив 11 баллов.
Одним из величайших хитов Фельгена — «Ich hab Ehrfurcht vor schneeweißen Haaren» («Я уважаю ваши седые волосы»), которая является кавером на песню бельгийского певца Боббеяна Схупена. Другим был «Sag warum» («Скажи мне почему?») по мотивам мелодии Фила Спектора. Камилло Фельген также писал стихи на немецком языке для кавер-версий международных песен. Фельген также перевёл только две песни, записанные группой The Beatles на немецком языке: «I Want to Hold Your Hand» и «She Loves You» в 1964 году. Тогда он был программным директором радиостанции Radio Luxembourg, и ему было дано всего 24 часа, чтобы доработать переведенную лирику и полететь в Париж, чтобы обучить группу немецкой фонетике.

## Смерть
Фельген умер в Эш-сюр-Альзетте 16 июля 2005 года в возрасте 84 лет.

## Дискография

### Альбомы
- Lieder Ohne Grenzen (1967)
- Sänger Mit Herz (1973)
- Camillo’s Kaffeehaus (1993)

### Синглы
- Im Nachtlokal Zum Silbermond (1958)
- Sag Warum (1959)
- Auch Du Wirst Einmal Vergessen (1959)
- Wie Soll Das Weitergeh’n (1960)
- Ich Hab' Ehrfurcht Vor Schneeweißen Haaren (1961)
- Toi, C’est Le Beau Temps (1961)
- Petit Bonhomme (1962)
- Du Kleiner Mann (1962)
- Le Merveilleux Retour (1963)
- Wann (1963)
- Bracero (1966)
- Komm Zu Mir, Wenn Du Sorgen Hast (1966)
- Edelweiss (1966)
- Unser Feuer Darf Nie Verglüh’n (1967)
- An Daddy Persönlich (1967)
- Liebesbrief An Meine Frau (1968)
- Nina (1969)
- Du Darfst Dem Sonnenschein Nicht Böse Sein (1971)
- Es Wird Immer Wieder Sonntag (1976)
- ein bild (1977)
- Ich Glaube An Die Liebe Auf Der Welt (1984)